# غاز کوتوله آفریقایی
غاز کوتوله آفریقایی (نام علمی: Nettapus auritus) نام یک گونه از زیرخانواده پهنه‌چینان است. این گونه غاز در دنیای در کشورهای آفریقای سیاه یافت می‌شود.

## مشخصات
غاز کوتوله آفریقایی یک گونه غاز کوچک جثه از راسته غاز سانان است، و وزن این گونه پرنده کمی بیش از ۲۸۵ گرم برای نرها و برای ماده‌ها ۲۶۰ گرم می‌باشد. طول بال این پرنده برای جنس ماده ۱۴۲ میلی مترو برای جنس نر ۱۶۵میلی‌متر است. این پرنده دارای یک منقار کوچک نسبت به سایر گونه‌های غازها است. صورت این به رنگ سفید با چشمانی به رنگ سیاه است. رنگ پشت این پرنده تا نزدیکی‌های گردن امتداد می‌یابد. پوش پرهای سر این گونه از بلوطی مایل به سیاه و متالیک و حتی سبز رنگ در جمعیت‌های مختلف تفاوت پیدا می‌کند.

## پراکندگی
غاز آفریقایی کوتوله در آفریقای سیاه به تعداد کمتر در ماداگاسکار زندگی می‌کند. تغذیه این پرنده اغلب از انواع نیلوفرآبی صورت می‌گیرد.